# Barzy-en-Thiérache
Barzy-en-Thiérache là một xã ở tỉnh Aisne, vùng Hauts-de-France thuộc miền bắc nước Pháp.